# Дас, Манодж
Манодж Дас (ория ମନୋଜ ଦାସ; 27 февраля 1934, Санкхари, Британская Индия — 27 апреля 2021, Пондичерри) — индийский поэт и прозаик, писавший на ория и английском языках.

## Биография
Родился 27 февраля 1934 в небольшой прибрежной деревне Санкари, округ Баласор, штат Одиша.
Его отец, Мадхусудан Дас, работал чиновником при британском правительстве.
Его мать, Кадамбини Деви, заложила прочный фундамент его литературного пути, пересказывая ему сюжеты из Рамаяны и Махабхараты в детстве и познакомив его с лучшими произведениями литературы на языке ория. Его старший брат, Манмат Натх Дас, стал профессором истории и преподавал в колледже Баласора.
Первый сборник стихов Даса, «Satavdira Artanada», был опубликован в 1949 году, когда ему было 14 лет, и он учился в средней школе. В следующем году он основал литературный журнал Diganta. Ещё через год он окончил школу и поступил в колледж в Каттаке. В 1952 году был опубликован его первый сборник рассказов «Samudrara Kshyudha».
В студенческие годы он был молодёжным лидером с марксистскими взглядами и провел год в тюрьме за свою революционную деятельность. Он не смог окончить колледж в Каттаке и завершил обучение в колледже Саманты Чандра Шекхара в Пури в 1955 году.
Несмотря на заключение он был избран президентом студенческого союза, а позже стал генеральным секретарем Федерации студентов Индии. В 1956 году, в возрасте 21 года, он представлял Индию на конференции афро-азиатских студентов в Бандунге, Индонезия. После визита в Индонезию, узнав от лидера местной компартии Д. Н. Айдита о разоблачениях XX съезда КПСС, разочаровался в коммунизме.
После окончания учёбы Манодж Дас получил должность преподавателя английского языка в Каттаке. В 1959 году он женился на Пратиджне Деви, чьи родители были деятелями национально-освободительного движения.
В 1963 году, Дас находясь под влиянием философии Шри Ауробиндо, переехал в Пондичерри и поселился в ашраме своего духовного наставника. В следующие годы он преподавал английскую литературу и философию в Международном институте Шри Ауробиндо.
В 1968 году он начал писать на английском языке. Некоторые из его самых известных работ на английском включают «Tiger at Twilight», «The Submerged Valley», «The Bridge in the Moonlit Night», «Cyclones», «Mystery of the Missing Cap» и «Myths, Legends, Concepts and Literary Antiquities of India».
Дас также редактировал журнал о культуре The Heritage, издававшийся в Ченнаи в 1985–1989 годах, и вел колонки в The Times of India, Hindustan Times, The Hindu и The Statesman.
Писатель был удостоен множества наград, в том числе Сарасвати Самман в 2000 году, Падма Шри в 2001 году, стипендии литературной Академии в 2006 году, Атибади Джаганнатх Дас Самман в 2007 году и Падма Бхушан в 2020 году.
В 2004 году он опубликовал свои мемуары под названием «Chasing the Rainbow: Growing up in an Indian Village».
Манодж Дас скончался 27 апреля 2021 года в доме престарелых при ашраме Шри Ауробиндо. Его жена умерла тамже в 2018 году в возрасте 80 лет.
В память о нём правительство штата учредило награду для писателей из Одиши за их творческий вклад в англоязычную литературу.